# Schulfach Religion (Zeitschrift)
Schulfach Religion ist eine österreichische theologische Fachzeitschrift. Sie wurde erstmals 1982 von der Arbeitsgemeinschaft der evangelischen ReligionslehrerInnen an Allgemeinbildenden Höheren Schulen in Österreich herausgegeben.
Sie beschäftigt sich mit pädagogischen und theologischen Fragestellungen mit Blick auf die religiöse Praxis in Kirche und Staat und erscheint im Lit Verlag. Roland Kadan ist im Auftrag der Arbeitsgemeinschaft als Chefredakteur tätig. Das Institut für Religionspädagogik der Evangelisch-Theologischen Fakultät der Universität Wien gilt als Mitherausgeber der Zeitschrift und arbeitet an der Themengestaltung mit.

## Finanzierung
Der Oberkirchenrat der Evangelischen Kirche A. und H. B. in Österreich unterstützt die Zeitschrift ebenso wie das Bundesministerium für Unterricht, Kunst und Kultur.

## Themen und Schwerpunkte
Es werden u. a. die Themenfelder behandelt, die bei den von der Arbeitsgemeinschaft der ev. ReligionslehrerInnen an Allgemeinbildenden Höheren Schulen in Österreich veranstalteten Seminaren erörtert worden sind, sowie aktuelle religionspädagogische Fragestellungen in Forschung und Praxis.
Zudem wird jährlich die beste Fachbereichsarbeit aus dem Unterrichtsfach Religion in der Zeitschrift abgedruckt. 2007 war dies Nachfolge bei Dietrich Bonhoeffer (Bernhard Kirchmeier), 2008 war es Evolution oder Kreation? – Standpunkte österreichischer und US-amerikanischer Jugendlicher (Mirjam Hönisch).